# Angyali üdvözlet
Angyali üdvözlet (węg. Zwiastowanie) – dziewiętnasty album węgierskiego zespołu Bikini, wydany w 2004 roku.

## Lista utworów
1. „Utcabál” (3:41)
2. „Félnóta” (3:41)
3. „Hív a messzeség” (4:02)
4. „Vadkeleti történet” (4:37)
5. „Angyali üdvözlet” (5:06)
6. „Láda sör az asztalomon” (3:37)
7. „Annyi mindent elhittem” (5:04)
8. „Zöldben a zöld, kékben a kék” (4:51)
9. „Veled akarok” (4:26)
10. „Kilencszáz 64" (3:26)

## Skład
- Lajos D. Nagy (wokal)
- Alajos Németh (gitara basowa, syntezator)
- Zsolt Daczi (gitara)
- Viktor Mihalik (instrumenty perkusyjne)
- Dénes Makovics (saksofon, flet)
- Szabolcs Bördén (syntezator)